# アンメルンドルフ
アンメルンドルフまたはアメルンドルフ (ドイツ語: Ammerndorf) はドイツ連邦共和国バイエルン州ミッテルフランケン行政管区のフュルト郡に位置する市場町である。この町には、フュルト郡で最後の民営ブルワリーがある。

## 地理

### 位置
アンメルンドルフは、ニュルンベルクの西約 16 km のランガウに位置している。この町をビーベルト川が流れ、ツィルンドルフ近郊でレドニッツ川に合流する。

### 隣接する市町村
隣接する市町村は、北から時計回りに以下の通りである:
- カードルツブルク
- ツィルンドルフ
- ロスタール
- グロースハーバースドルフ

### 自治体の構成
アンメルンドルフは、2つの公的な地区からなる。
- アンメルンドルフ
- ブーベンミューレ

### 自然環境上の帰属
この町の町域の、丘陵上のコイパーコイパー地形に至る緩やかに波打つ平地は、自然環境上、大部分がフランケン・コイパー＝リーアス＝ラント、小さな部分がミッテルフランケン盆地に属す。

### 地質学
アンメルンドルフでは、地質的年代区分上、コイパー統中期の岩石が地表に現れている。ハスベルゲ造山期のブラーゼン砂岩は、シュタイガーヴァルト形成期の砂岩およびシルト岩によって支えられている。ライヒェンバッハやシュタインバッヒャー・ベヒルといった川が第四紀の渓谷形成によって発生した。ビーベルトタールには砂利状の川石が採取できる。

### 気候
アンメルンドルフは温帯に属し、湿潤な気候である。この町は、湿った大西洋の気候と乾いた大陸の気候との移行部にあたる。ケッペン＝ガイガーの気候区分によれば、アンメルンドルフは暖かく穏やかな降雨気候 (Cfb-気候) にあたる。平均気温は、最も暖かい月で 22 ℃以下、最も寒い月で -3 ℃以上である。
年間降水量は、平均 656 mm で、夏に多く降る。6月が 79 mm で最も降水量の多い月である。最も降水量の少ない月は2月で、40 mm である。通年の平均気温は 8.8 ℃である。7月が平均気温 18.2 ℃と、気象データ上、一年で最も暖かい月である。1月の平均気温は -0.7 ℃で、最も低い気温を示している。
| アンメルンドルフの気候        | アンメルンドルフの気候 | アンメルンドルフの気候 | アンメルンドルフの気候 | アンメルンドルフの気候 | アンメルンドルフの気候 | アンメルンドルフの気候 | アンメルンドルフの気候 | アンメルンドルフの気候 | アンメルンドルフの気候 | アンメルンドルフの気候 | アンメルンドルフの気候 | アンメルンドルフの気候 | アンメルンドルフの気候 |
| 月                            | 1月                    | 2月                    | 3月                    | 4月                    | 5月                    | 6月                    | 7月                    | 8月                    | 9月                    | 10月                   | 11月                   | 12月                   | 年                     |
| ----------------------------- | ---------------------- | ---------------------- | ---------------------- | ---------------------- | ---------------------- | ---------------------- | ---------------------- | ---------------------- | ---------------------- | ---------------------- | ---------------------- | ---------------------- | ---------------------- |
| 平均最高気温 °C （°F）        | 2.1 (35.8)             | 4.0 (39.2)             | 8.8 (47.8)             | 13.7 (56.7)            | 18.7 (65.7)            | 22.0 (71.6)            | 23.8 (74.8)            | 23.2 (73.8)            | 19.4 (66.9)            | 13.6 (56.5)            | 6.8 (44.2)             | 3.1 (37.6)             | 13.27 (55.88)          |
| 日平均気温 °C （°F）          | −0.7 (30.7)            | 0.5 (32.9)             | 4.3 (39.7)             | 8.5 (47.3)             | 13.1 (55.6)            | 16.4 (61.5)            | 18.2 (64.8)            | 17.6 (63.7)            | 14.0 (57.2)            | 9.0 (48.2)             | 3.9 (39)               | 0.6 (33.1)             | 8.78 (47.81)           |
| 平均最低気温 °C （°F）        | −3.5 (25.7)            | −2.9 (26.8)            | −0.2 (31.6)            | 3.4 (38.1)             | 7.6 (45.7)             | 10.9 (51.6)            | 12.6 (54.7)            | 12.0 (53.6)            | 8.6 (47.5)             | 4.4 (39.9)             | 1.0 (33.8)             | −1.9 (28.6)            | 4.33 (39.8)            |
| 降水量 mm （inch）            | 45 (1.77)              | 40 (1.57)              | 43 (1.69)              | 47 (1.85)              | 63 (2.48)              | 79 (3.11)              | 72 (2.83)              | 70 (2.76)              | 52 (2.05)              | 47 (1.85)              | 46 (1.81)              | 52 (2.05)              | 656 (25.82)            |
| 出典：Klimatabelle Ammerndorf |                        |                        |                        |                        |                        |                        |                        |                        |                        |                        |                        |                        |                        |

## 歴史

### 町の創設まで
この集落は、1246年に Amelradorf として初めて文献に記録されている。集落名の規定語は、おそらく Amelrad という女性の名前である。この名前の人物が集落の建設者であるとされている。この集落は、1414年には Ammerdorff と呼ばれており、1438年に初めて現在の形である Ammerndorf となった。
ニュルンベルク城伯コンラート1世は、ハイルスブロン修道院との長い闘争の末、所領と民衆を放棄した。教皇インノケンティウス4世は1249年に修道院の所領であることを確認した。アンメルンドルフでは周辺集落の穀物の取引が行われた。第一次辺境伯戦争（1449年 - 1450年）でこの集落は、大量の穀物を所蔵していたために、帝国都市ニュルンベルクの襲撃を受けた。
18世紀の終わり頃、アンメルンドルフには47戸があった。高等裁判権は、ブランデンブルク＝アンスバッハ侯領のオーバーアムト・カードルツブルクがこれを行使した。行政権は、ブランデンブルク＝アンスバッハ侯領のハイルスブロン修道院事務局、土地所有者はハイルスブロン修道院事務局とカステンアムト（財務局）・カードルツブルクであった。
アンメルンドルフは、1500年からフランケン帝国クライスに属していたアンスバッハ辺境伯領から1791年にプロイセン領となり、多くの独自の権利を伴う市場開催権を有していた。アンメルンドルフはプロイセン王国のアンスバッハ侯領の一部として、パリ条約（1806年2月）に基づく領土交換により、バイエルン王国領となった。
市町村令に伴い、1808年にシュトイアーディストリクト（徴税区）・アンメルンドルフが創設され、ブーベンミューレ集落がこの徴税区に属した。同じ年にルーラルゲマインデ（町村にあたる）・アンメルンドルフが創設されたが、その範囲は上記の徴税区と同じであった。このゲマインデは、行政と裁判はカードルツブルク地方裁判所、財政はレントアムト・カードルツブルク（1920年にフィナンツアムト・カードルツブルクと改名）の下に置かれた。アンメルンドルフは、1862年からベツィルクスアムト・フュルト（1938年にフュルト郡に改名）により行政運営がなされた。裁判権は1879年までカードルツブルク地方裁判所に残されたが、1880年から1931年3月1日までカードルツブルク区裁判所が、それ以後はフュルト区裁判所がこれを管轄した。1929年1月1日にフィナンツアムト・フュルトが財務行政を引き継いだ。

### 行政共同体
1978年から1998年に廃止されるまで、アンメルンドルフはグロースハーバースドルフとともにグロースハーバースドルフ行政共同体を形成していた。

### 21世紀
「我らの村が美しい」コンテストで、アンメルンドルフは2001年に連邦大会銀メダルを獲得した。

## 住民

### 人口推移
| 時期          | 人口（人） |
| ------------- | ---------- |
| 1840年12月1日 | 551        |
| 1871年12月1日 | 533        |
| 1900年12月1日 | 452        |
| 1925年6月16日 | 543        |
| 1939年5月17日 | 557        |
| 1950年9月13日 | 946        |

| 時期           | 人口（人） |
| -------------- | ---------- |
| 1961年6月6日   | 758        |
| 1970年5月27日  | 912        |
| 1987年5月25日  | 1,286      |
| 2008年12月31日 | 2,192      |
| 2011年12月31日 | 2,103      |
| 2017年12月31日 | 2,036      |

## 行政

### 議会
アンメルンドルフの町議会は、14議席からなる。

### 首長
1990年から2014年まで、フランツ・シュムック (SPD) が第1町長を務めていた。2014年3月30日の選挙では、アレクサンダー・フリッツ (FW) が決選投票で後継の町長に選出された。

### 紋章
金地と赤地に左右二分割。向かって左は二連の赤と銀のチェック模様の斜め帯。向かって右は金の水車。
斜め帯は、いわゆるシトー会の帯である。アンメルンドルフはハイルスブロン修道院と長い間関係を保っていた。水車は、ビーベルト川の歴史的な水車を表している。

### 姉妹自治体
- ドゥリケン（ドイツ語版、英語版）（スイス、ゾロトゥルン州）1996年

## 文化と見所

### 見所

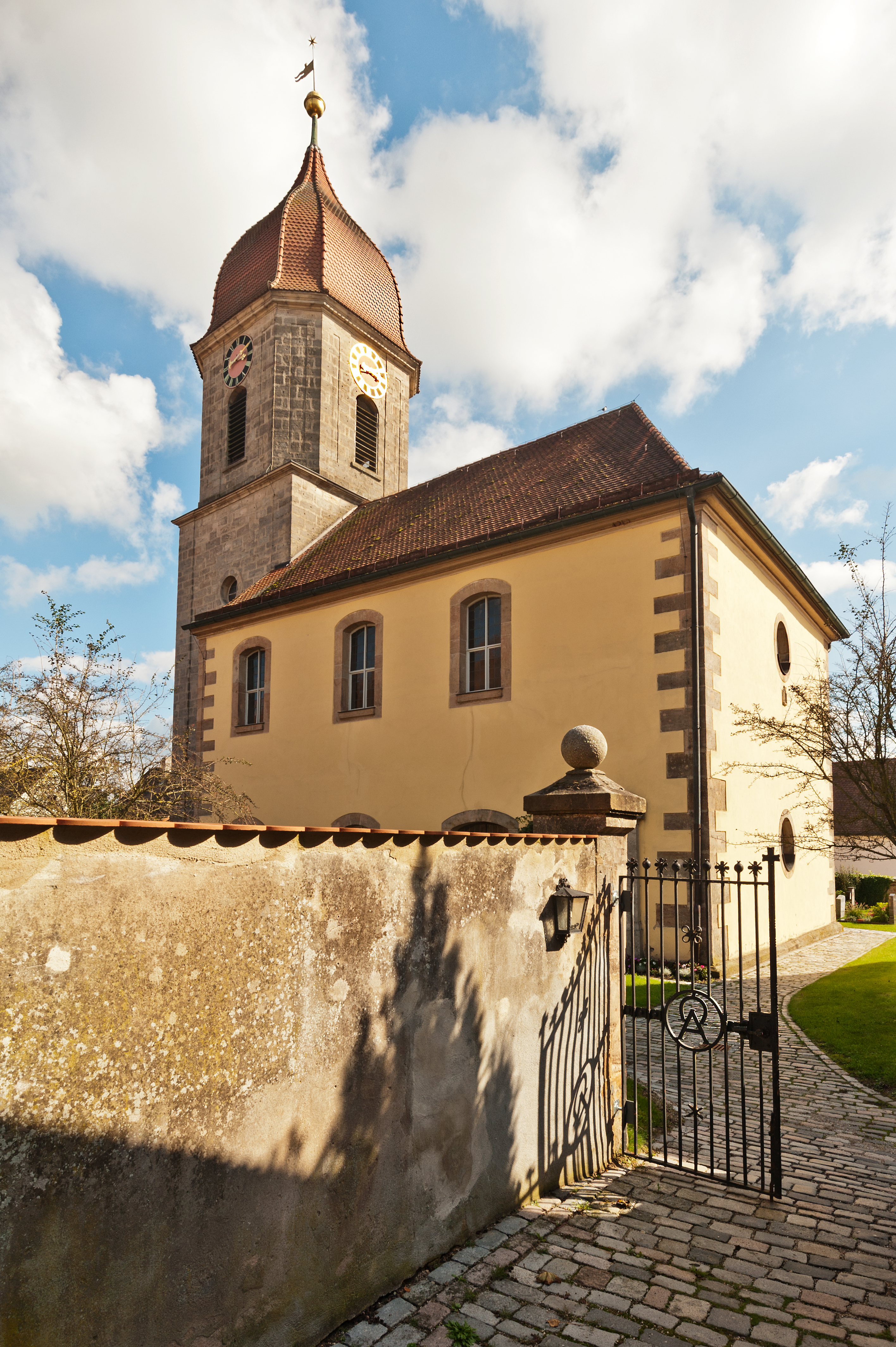
聖ペーターおよびパウル教区教会

#### 聖ペーターおよびパウル教区教会
町の中心に、福音主義＝ルター派の教区教会である聖ペーターおよびパウル教会がある。塀に囲まれた墓地が教会堂を取り囲んでいる。砂岩で造られた教会の敷地の塀は13世紀から14世紀に造られたもので、現在は 1 から 2 m ほどの高さになっている。この塀はバロック時代に建て直された。寄棟屋根を持つ砂岩の切石で建設されたザールキルヒェ（側廊のないホール式教会）は、中世後期の内陣室構造を示しているが、1720年から1730年頃に修復されている。これに伴い、ベル型の屋根を持つ石造りの教会塔も新たに建設された。教会内部は1761年に辺境伯領の宮廷建設監視官で建築家のヨハン・ダーフィト・シュタイングルーバーによってバロック様式に改められた。

#### アンメルンドルフの水車
アンメルンドルフの水車は、1607年に粉挽きのシュテファン・チュルによって建設されたもので、教会南側のビーベルト川の蛇行部分にある。3階建ての住居兼水車小屋は、彩色された平板な木彫品で豊かに装飾された木組みの破風を特徴とする。アンメルンドルフの水車は、ビーベルトタールとその周辺で最も美しい水車および木組み建築の一つに数えられている。

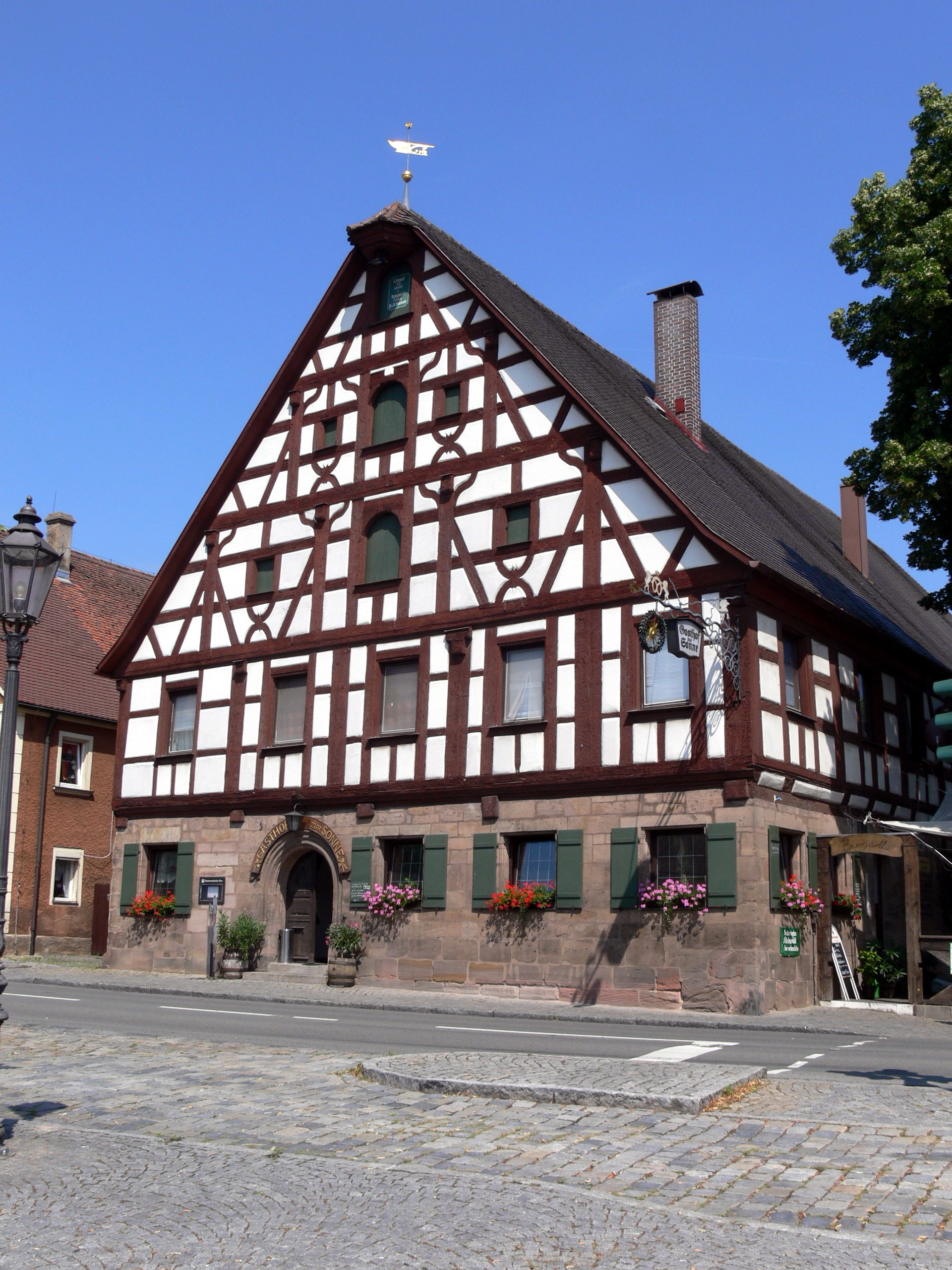
旅館「ツーア・ゾネ」（太陽亭）
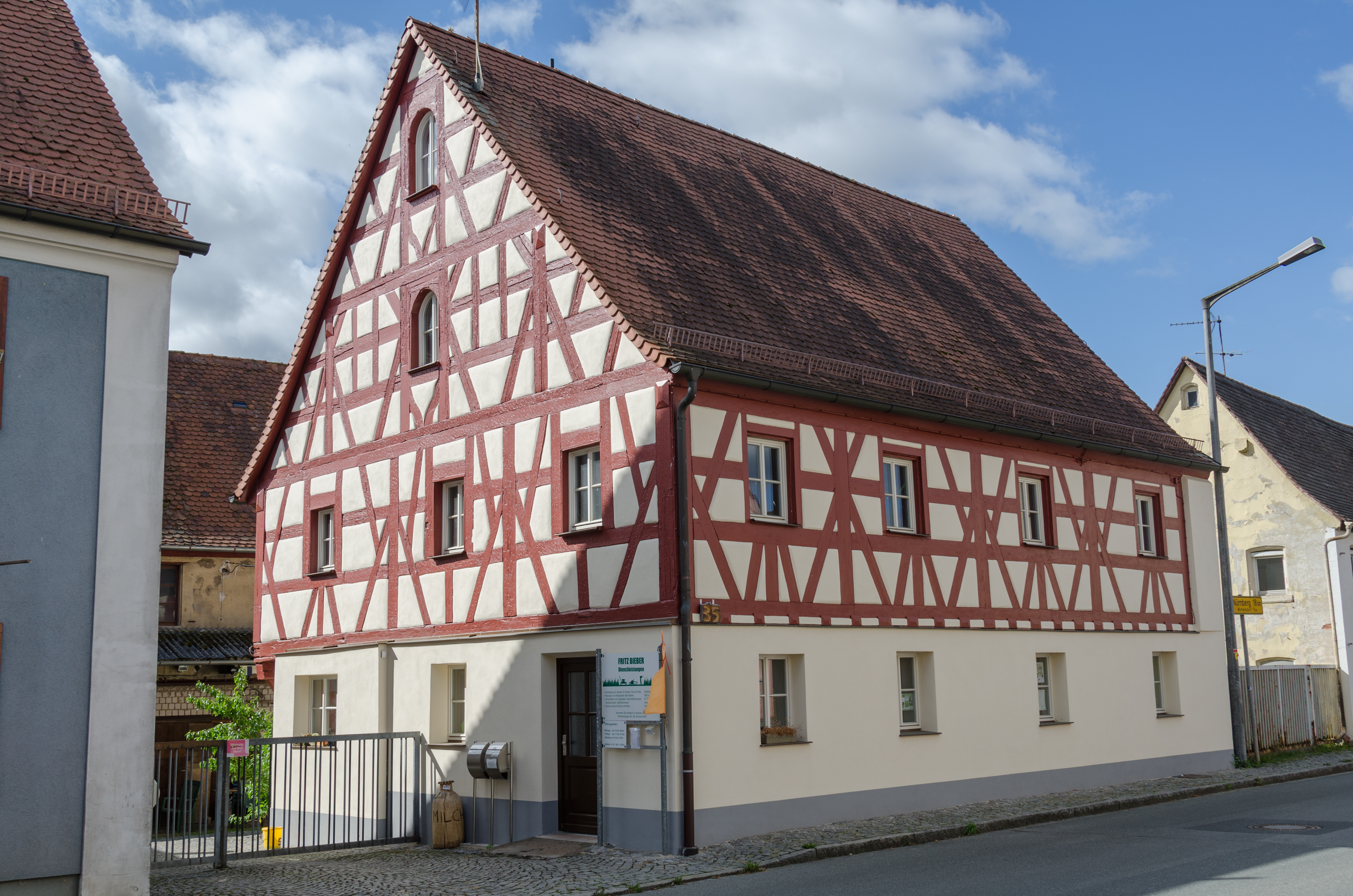
ローテンブルガー通り35番地の木組み建築
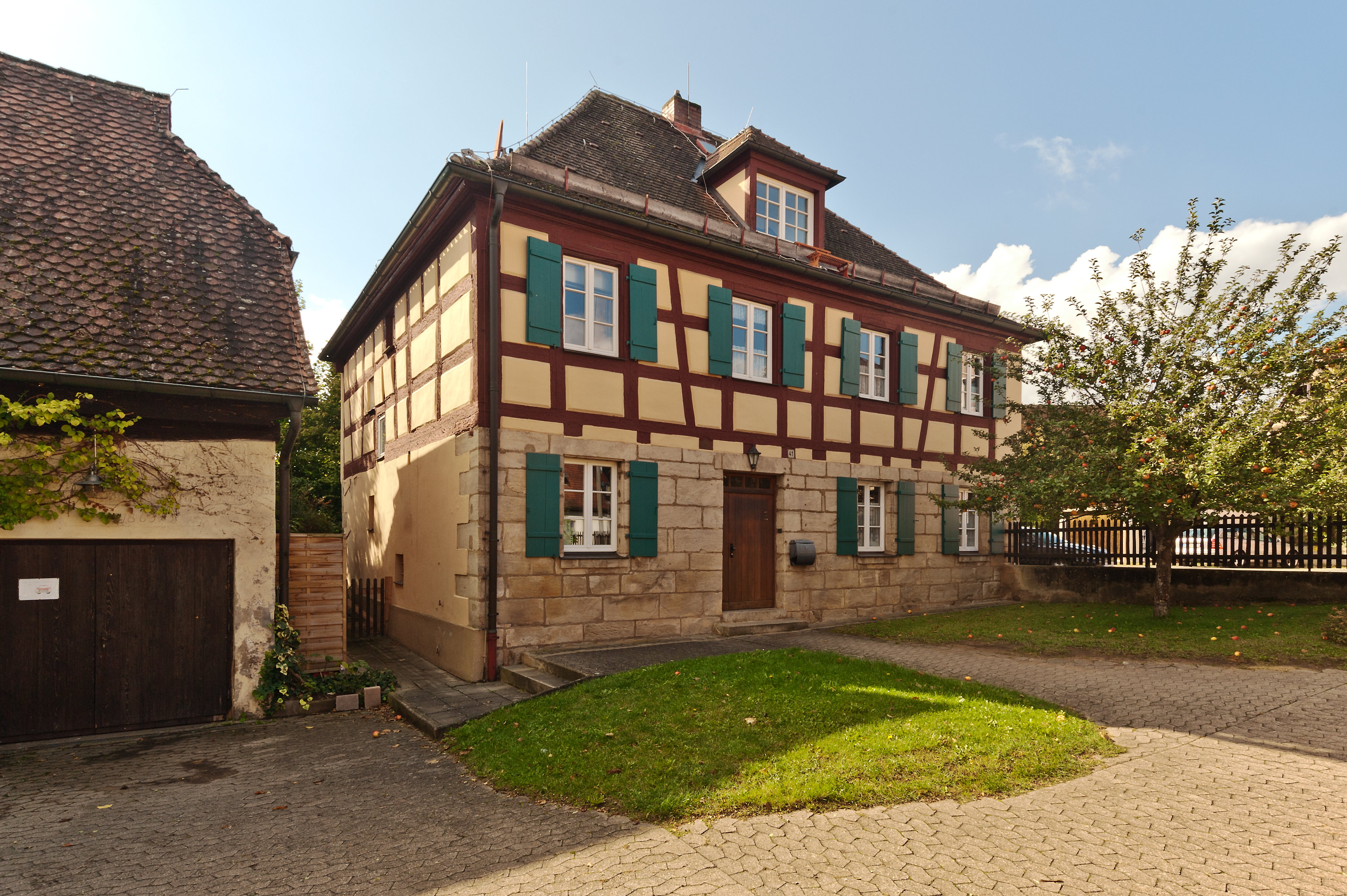
アンメルンドルフの牧師館

### スポーツ

#### サッカー
サッカー部門は、TSV アンメルンドルフの最大部門である。かつてベツィルクスリーガに所属した第1チームは、2009/2010年シーズンをクライスクラス3 ニュルンベルク/フランケンヘーエでプレイした。TSV アンメルンドルフはここで優勝し、2010/2011年からクライスリーガ・フランケンヘーエに参加している。TSV アンメルンドルフは、2008年からバイエルン・サッカー連盟と共同でレジャー・サッカー杯を開催している。TSV アンメルンドルフは2面の芝生のグラウンドとトレーニング場を有している。このクラブには女子ジュニアチーム（U-17）もある。

#### 卓球
TSV アンメルンドルフの卓球部門は、2012年/2013年シーズン現在、2つの男子チームが郡レベルでの試合に参加している。

### その他のクラブ
アンメルンドルフの住民は、多くのクラブ、団体に参加している。
- アンメルンドルフ鉄道模型愛好会
- アンメルンドルフ郷土・造園クラブ
- アンメルンドルフ養蜂クラブ
- アンメルンドルフ消防団
- アンメルンドルフ体操・スポーツクラブ
- アンメルンドルフ歌唱クラブ

## 経済と社会資本

### 経済
2017年6月30日、社会保険支払い義務のある被雇用者は、農林業は 0、製造業では 64人、商業・交通関連は 32人という状況であった。その他の経済分野には、159人の社会保険支払い義務のある被雇用者がいた。この町に住む社会保険支払い義務のある被雇用者数は 958人であった。建設業者が4社あった。1999年、9社の営農業者があり、農業用地の合計は 199 ha であった。このうち 166 ha が耕作地、33 ha が牧草地などの緑地であった。

### 交通

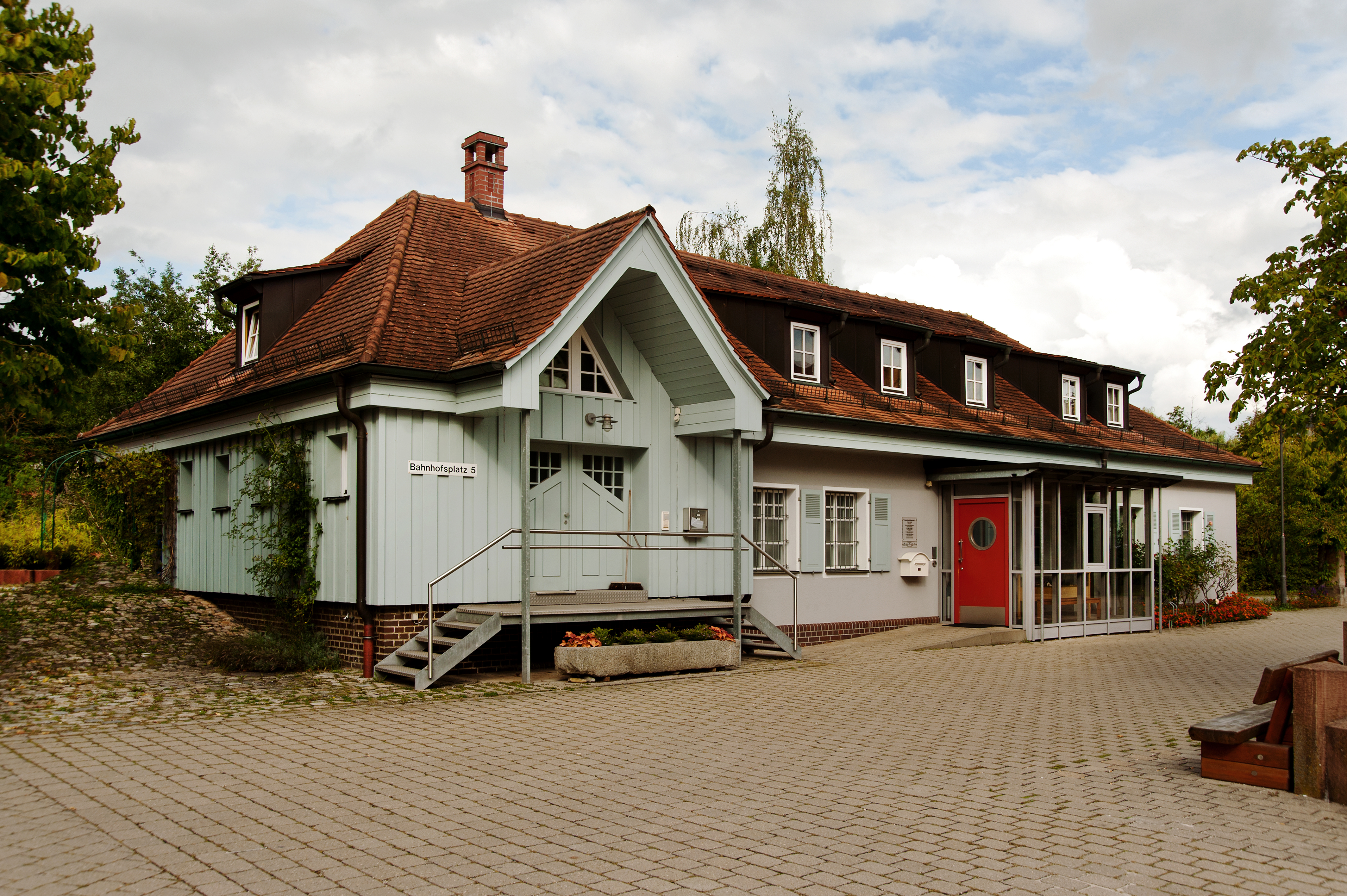
アンメルンドルフ旧駅舎

州道 2245号線が、南西はヴィンツェンツェンブロンを経由してグロースハーバースドルフへ、東はヴァインツィールラインおよびヴィンタースドルフを経由してツィルンドルフに通じている。州道 2409号線は、北のカードルツブルクに向かう。郡道 FÜ15号線は南のブッテンドルフに至る。市町村連絡道が北西のフォクトシュトライヒェンバッハとを結んでいる。
市場町アンメルンドルフは、VGN（ニュルンベルク広域交通連盟）に加わっている。定期バス路線 113号がフュルト＝ジュートを経由して終点のニュルンベルクのローテンブルガー通りまで運行しており、ここでUバーンに接続する。114号路線はロスタール駅まで運行し、ニュルンベルクSバーン ニュルンベルク - アンスバッハ線に接続する。さらにフュルト行きの112号路線やランゲンツェン行きの136号路線がアンメルンドルフに停車する。1986年までアンメルンドルフはビーベルト鉄道でニュルンベルク＝シュタインと結ばれていた。1986年に鉄道は廃止され、バス運行に切り替えられた。かつての軌道跡は現在、自転車・遊歩道となっている。また、ヴィンタースドルフとアンメルンドルフとの間の旧軌道の地下にガス管が埋設されている。旧鉄道沿いの橋梁や現在もバーンホーフスプラッツ（駅前広場）と呼ばれている町の中心にある広場が、かつての鉄道をしのばせる。バーンホーフスプラッツ沿いの多くの建物とは対照的に、駅舎は解体されておらず、現在は医院として利用されている。

### アンメルンドルファー・ビール
ブルワリー・アンメルンドルファー・ビールは280年以上にわたってビールを生産し続けている。ここは、現在フュルト郡で唯一のプライベート・ブルワリーである。

### 教育
以下の施設がある:
- 幼稚園 2園
  - 福音主義幼稚園 プステブルーメ
  - モンテッソーリ幼稚園 シュパッツェンネスト

## 関連文献
- Johann Kaspar Bundschuh (1799). “Ammerndorf”. Geographisches Statistisch-Topographisches Lexikon von Franken. Band 1: A–Ei. Ulm: Verlag der Stettinischen Buchhandlung. p. 83 2020年1月19日閲覧。
- August Gebeßler (1963). Stadt und Landkreis Fürth. Bayerische Kunstdenkmale. 18. München: Deutscher Kunstverlag. pp. 70–73
- Hanns Hubert Hofmann (1954). Nürnberg-Fürth. Historischer Atlas von Bayern, Teil Franken. I, 4. München: Komm. für Bayerische Landesgeschichte. p. 99 2020年1月19日閲覧。
- Hanns Hubert Hofmann (1954). Nürnberg-Fürth. Historischer Atlas von Bayern, Teil Franken. I, 4. München: Komm. für Bayerische Landesgeschichte. p. 226 2020年1月19日閲覧。
- Georg Muck (1993). Geschichte von Kloster Heilsbronn von der Urzeit bis zur Neuzeit. 2. Neustadt an der Aisch: Verl. für Kunstreprod. Schmidt. pp. 142–153. ISBN 978-3-923006-90-8
- Wolf-Armin von Reitzenstein (2009). Lexikon fränkischer Ortsnamen. Herkunft und Bedeutung. Oberfranken, Mittelfranken, Unterfranken. München: C. H. Beck. pp. 24–25. ISBN 978-3-406-59131-0
- Gottfried Stieber (1761). “Ammerndorf”. Historische und topographische Nachricht von dem Fürstenthum Brandenburg-Onolzbach. Schwabach: Johann Jacob Enderes. pp. 196–197 2020年1月19日閲覧。
- Pleikard Joseph Stumpf (1853). “Ammerndorf”. Bayern: ein geographisch-statistisch-historisches Handbuch des Königreiches; für das bayerische Volk. Zweiter Theil. München. pp. 700–701 2020年1月19日閲覧。
- Wolfgang Wiessner (1963). Stadt und Landkreis Fürth. Historisches Ortsnamenbuch von Bayern. 1. München: Kommission für Bayerische Landesgeschichte. pp. 6–7

これらの文献は、翻訳元であるドイツ語版の参考文献として挙げられていたものであり、日本語版作成に際し直接参照してはおりません。